# Keumuneng (Julok)
Keumuneng is een bestuurslaag in het regentschap Aceh Timur van de provincie Atjeh, Indonesië. Keumuneng telt 259 inwoners (volkstelling 2010).